# A Tó őre
A Tó őre egy lény J. R. R. Tolkien könyvében, A Gyűrűk Urában. A szörnyeteg a Mória kapuja előtti tóban tanyázik, és mindenkit megtámad, aki felzavarja a tó vizét.
|  | Alább a cselekmény részletei következnek! |

Amikor a Gyűrű Szövetsége megpróbál bejutni a kapun, a szörny rájuk támad, és hosszú, polipkarokra vagy kígyókra emlékeztető csápjaival elragadja Frodót. A Szövetség tagjainak ugyan sikerül társukat megmenteni, de a szörny elől kénytelenek bemenekülni a bányába. A Tó őre rájuk omlasztja a kaput, végleg meggátolva ezzel, hogy kijussanak.
Amint népével együtt Móriában orkok által lemészárolt Fundin fia Balin király krónikása írta, a Tó őre felelős Óin haláláért. Utóbbi Bilbó (s mellesleg Balin) társaként részt vett a Thorin-féle erebori expedícióban, melynek során Bilbó rátalált az Egy Gyűrűre.